# Nina Badrić
Nina Badrić (Zagreb, 4 juli 1972) is een Kroatische zangeres. Hoewel ze haar carrière startte met dance muziek maakt ze tegenwoordig vooral mainstream popmuziek. Naast Kroatië geniet ze ook grote populariteit in Servië, Bosnië en Herzegovina, Montenegro en Slovenië.
In 2012 mocht Badrić Kroatië vertegenwoordigen op het Eurovisiesongfestival 2012. In de Azerbeidzjaanse hoofdstad Bakoe trad ze aan met het lied Nebo. Ze haalde met haar twaalfde plaats in de halve finale echter de finale niet.

## Discografie

### Albums
| Jaar | Album                   | Notering1 |
| ---- | ----------------------- | --------- |
| 1995 | Ljubav i bol            | 3         |
| 1995 | Godine Nestvarne        | 2         |
| 1997 | Personality             | 1         |
| 1999 | Unique                  | 1         |
| 2000 | Nina                    | 1         |
| 2003 | Collection              | 2         |
| 2003 | Ljubav                  | 1         |
| 2005 | Ljubav za ljubav - Live | 2         |
| 2007 | 07                      | 1         |
| 2011 | NeBo                    |           |

1 Hoogste positie in de Kroatische albumhitlijst.